# 浦和記念
浦和記念（うらわきねん）は、埼玉県浦和競馬組合が浦和競馬場ダート2000mで施行する地方競馬の重賞競走（ダートグレード競走、JpnII）である。農林水産省が賞を提供しているため、正式名称は農林水産大臣賞典 浦和記念と表記される。
副賞は、農林水産大臣賞、埼玉県浦和競馬組合管理者賞、日本中央競馬会理事長賞、日本馬主協会連合会長奨励賞、日本地方競馬馬主振興協会会長賞、地方競馬全国協会理事長賞、東京中日スポーツ賞、また生産牧場賞がある（2024年）。

## 概要
1980年にサラブレッド系4歳（現表記3歳）以上によるハンデ戦の重賞として創設された。それ以前は、浦和記念の名は浦和競馬場の各開催ごとの呼び物競走として用いられていた。創設時から現在まで浦和競馬場のダート2000mで施行されている。1995年には南関東グレード制施行にともない、南関東G2に格付けされる。1996年より中央競馬および他地区所属馬も出走できる交流競走となり、1997年からはダート競走格付け委員会によりGII（南関東グレードではG1に格上げ。その後賞金の減額により2002年より再度G2に格下げ）に格付けされていた。
レースの開催時期は基本的に11月から12月にかけてで、南関東4場相互の開催日程によっても多少前後する。同じ時期にJRAではチャンピオンズカップ（旧・ジャパンカップダート）が行われることもあり、JRAからは第一線級の出走馬が揃うことが少ない。一時期は年末の東京大賞典に出走できない馬の残念レースの様相を呈したこともあるが、現在は地方所属馬が上位2着内に入った場合、東京大賞典への優先出走権を与えることになっており、東京大賞典を占う前哨戦の位置づけとなっている。2001年には水沢所属のトーホウエンペラーがここで2着となった後、東京大賞典を制した。
中央交流競走となった後の勝馬にはホクトベガ・キョウトシチー・タイキシャーロック・インテリパワー・マキバスナイパー・ヴァーミリアン・スマートファルコンといったGI馬が名を連ねている。

### 条件・賞金等（2024年）
出走条件
サラブレッド系3歳以上、地方・中央選定馬。
- 本年の埼玉新聞栄冠賞の優勝馬とJBCクラシックと日本テレビ盃で上位5着までに入った馬のうちの南関東所属先着馬2頭に優先出走権がある。

負担重量
別定。3歳54kg、4歳以上56kg、牝馬2kg減（南半球産3歳2kg減）
- 本年11月8日までのGI（JpnI）優勝馬は2kg、GII（JpnII）優勝馬は1kgの負担増となる（2歳時の成績を除く）

賞金等
賞金額は1着4000万円、2着1400万円、3着800万円、4着400万円、5着200万円。
優先出走権付与
上位2着までに入った地方競馬所属馬には、東京大賞典の優先出走権が付与される。

### 過去の賞金額
中央競馬・地方競馬全国指定交流競走に指定された1996年以降
| 回数             | 総額賞金 （万円） | 1着賞金 （万円） | 2着賞金 （万円） | 3着賞金 （万円） | 4着賞金 （万円） | 5着賞金 （万円） |
| ---------------- | ----------------- | ---------------- | ---------------- | ---------------- | ---------------- | ---------------- |
| 第17回（1996年） | 5950              | 3500             | 1225             | 700              | 350              | 175              |
| 第18回（1997年） | 7650              | 4500             | 1575             | 900              | 450              | 225              |
| 第19回（1998年） | 7650              | 4500             | 1575             | 900              | 450              | 225              |
| 第20回（1999年） | 7650              | 4500             | 1575             | 900              | 450              | 225              |
| 第21回（2000年） | 7650              | 4500             | 1575             | 900              | 450              | 225              |
| 第22回（2001年） | 7650              | 4500             | 1575             | 900              | 450              | 225              |
| 第23回（2002年） | 6800              | 4000             | 1400             | 800              | 400              | 200              |
| 第24回（2003年） | 6800              | 4000             | 1400             | 800              | 400              | 200              |
| 第25回（2004年） | 6800              | 4000             | 1400             | 800              | 400              | 200              |
| 第26回（2005年） | 6800              | 4000             | 1400             | 800              | 400              | 200              |
| 第27回（2006年） | 5950              | 3500             | 1225             | 700              | 350              | 175              |
| 第28回（2007年） | 5950              | 3500             | 1225             | 700              | 350              | 175              |
| 第29回（2008年） | 6800              | 4000             | 1400             | 800              | 400              | 200              |
| 第30回（2009年） | 6800              | 4000             | 1400             | 800              | 400              | 200              |
| 第31回（2010年） | 6800              | 4000             | 1400             | 800              | 400              | 200              |
| 第32回（2011年） | 6800              | 4000             | 1400             | 800              | 400              | 200              |
| 第33回（2012年） | 6800              | 4000             | 1400             | 800              | 400              | 200              |
| 第34回（2013年） | 5950              | 3500             | 1225             | 700              | 350              | 175              |
| 第35回（2014年） | 5950              | 3500             | 1225             | 700              | 350              | 175              |
| 第36回（2015年） | 5950              | 3500             | 1225             | 700              | 350              | 175              |
| 第37回（2016年） | 5950              | 3500             | 1225             | 700              | 350              | 175              |
| 第38回（2017年） | 5950              | 3500             | 1225             | 700              | 350              | 175              |
| 第39回（2018年） | 5950              | 3500             | 1225             | 700              | 350              | 175              |
| 第40回（2019年） | 5950              | 3500             | 1225             | 700              | 350              | 175              |
| 第41回（2020年） | 5950              | 3500             | 1225             | 700              | 350              | 175              |
| 第42回（2021年） | 5950              | 3500             | 1225             | 700              | 350              | 175              |
| 第43回（2022年） | 6800              | 4000             | 1400             | 800              | 400              | 200              |
| 第44回（2023年） | 6800              | 4000             | 1400             | 800              | 400              | 200              |

## 歴史
- 1980年 - 南関東公営競馬の重賞競走浦和記念として創設。浦和競馬場・ダート2000メートルで施行。
- 1995年 - 南関東グレードG2に格付け。
- 1996年 - 中央・地方全国指定交流競走に指定。
- 1997年 - ダート格付け委員会により、統一GIIに格付け。南関東グレードではG1に格上げされる。
- 2001年 - 埼玉県の愛称である彩の国を冠し、競走名を彩の国浦和記念に変更。
- 2002年 - 南関東グレードを再びG2に格下げ。
- 2004年 - 負担重量を定量からグレード別定に変更。
- 2006年
  - タカラアジュディの負担重量を、競馬番組に従えば57kgが適正であるのを56kgと発表してしまい、後日訂正されるというミスが発生した。これは2004年の名古屋優駿（当時統一GII）を優勝しているのを見落としたことによるものである。
  - 山本茜騎手騎乗のキングスゾーンが2着に入り、ダートグレード競走初の女性騎手による連対を果たした。
- 2007年 - 国際セリ名簿基準委員会（ICSC）の勧告に伴う重賞の格付け表記の変更により統一グレード表記をJpnIIに変更。なお、南関東グレードは併記しないことになった。
- 2009年 - 競走名を浦和記念に戻す。
- 2019年 - フルゲートが12頭に拡大。
- 2024年 - さきたま杯がJpnIへ格上げしたことに伴い、JRAの出走枠を再び4頭に変更。

### 歴代優勝馬
- 全て浦和競馬場ダート2000mで施行。
- Rは、コースレコードを示す。

| 回次   | 年月日         | 優勝馬             | 性齢 | 所属 | タイム          | 優勝騎手   | 管理調教師 | 馬主                                 |
| ------ | -------------- | ------------------ | ---- | ---- | --------------- | ---------- | ---------- | ------------------------------------ |
| 第1回  | 1980年11月5日  | ゴールドスペンサー | 牡4  | 浦和 | 2:06.9          | 本間光雄   | 中村秀夫   | （有）サニー商事                     |
| 第2回  | 1981年11月10日 | ヨシカツアサヒ     | 牡4  | 大井 | 2:07.4          | 武井秀治   | 三坂博     | （有）ヨシツカ商事                   |
| 第3回  | 1982年11月17日 | ダーリンググラス   | 牡4  | 浦和 | R2:05.4         | 本間光雄   | 中澤文男   | 菅谷百合子                           |
| 第4回  | 1983年11月3日  | ボールドマツクス   | 牡3  | 川崎 | 2:07.2          | 山崎尋美   | 秋山重美   | 鈴木三郎                             |
| 第5回  | 1984年11月6日  | タガワリユウオー   | 牡6  | 大井 | 2:08.5          | 高橋三郎   | 大山二三夫 | 田川金作                             |
| 第6回  | 1985年11月27日 | ガルダン           | 牡4  | 大井 | 2:05.3          | 的場文男   | 三坂盛雄   | 田中治子                             |
| 第7回  | 1986年11月19日 | アイランドハンター | 牡3  | 船橋 | 2:07.2          | 木村騎一   | 安藤栄作   | 嶋村二三男                           |
| 第8回  | 1987年12月2日  | トミヒサダンサー   | 牡4  | 船橋 | 2:07.1          | 松代眞     | 小檜山悦雄 | 渡辺巌                               |
| 第9回  | 1988年12月7日  | トミヒサダンサー   | 牡5  | 船橋 | 2:07.2 （同着） | 松代眞     | 小檜山悦雄 | 渡辺巌                               |
| 第9回  | 1988年12月7日  | ダイタクジーニアス | 牝4  | 川崎 | 2:07.2 （同着） | 佐々木竹見 | 鳥飼春弥   | 中村雅一                             |
| 第10回 | 1989年12月20日 | デツトフル         | 牡5  | 大井 | 2:08.4          | 小林真治   | 荒井勝弘   | 斉藤美智子                           |
| 第11回 | 1990年12月26日 | コンチネンタルトム | 牡7  | 浦和 | 2:07.3          | 本間光雄   | 中村秀夫   | 牛川泰壽                             |
| 第12回 | 1991年11月28日 | パワーディクター   | 牡4  | 船橋 | 2:07.1          | 田部和廣   | 矢熊壽     | 潤間力夫                             |
| 第13回 | 1992年12月9日  | ハセカツトツプ     | 牡4  | 大井 | 2:04.7          | 張田京     | 大山一男   | 長谷川泰一                           |
| 第14回 | 1993年12月23日 | ハナセール         | 牡5  | 大井 | 2:06.7          | 堀千亜樹   | 物井榮     | （有）兼正商事                       |
| 第15回 | 1994年12月30日 | ゴールドチェスト   | 牡4  | 浦和 | 2:07.0          | 本間光雄   | 蓬田稔     | 山田敏之                             |
| 第16回 | 1995年11月3日  | ゴールドチェスト   | 牡5  | 浦和 | 2:06.8          | 本間光雄   | 蓬田稔     | 山田敏之                             |
| 第17回 | 1996年12月4日  | ホクトベガ         | 牝6  | JRA  | 2:05.5          | 横山典弘   | 中野隆良   | 金森森商事（株）                     |
| 第18回 | 1997年12月3日  | キョウトシチー     | 牡6  | JRA  | R2:04.1         | 松永幹夫   | 中尾謙太郎 | （株）友駿ホースクラブ               |
| 第19回 | 1998年12月9日  | タイキシャーロック | 牡6  | JRA  | 2:04.4          | 四位洋文   | 土田稔     | （有）大樹ファーム                   |
| 第20回 | 1999年12月15日 | インテリパワー     | 牡4  | 川崎 | 2:05.1          | 張田京     | 秋山重美   | 佐橋五十雄                           |
| 第21回 | 2000年11月23日 | マキバスナイパー   | 牡5  | 船橋 | 2:04.3          | 左海誠二   | 岡林光浩   | 新田知也                             |
| 第22回 | 2001年12月5日  | レイズスズラン     | 牡7  | JRA  | 2:06.6          | 江田照男   | 増沢末夫   | 鈴木修平                             |
| 第23回 | 2002年11月28日 | マキバスナイパー   | 牡7  | 船橋 | 2:05.9          | 左海誠二   | 岡林光浩   | 新田知也                             |
| 第24回 | 2003年11月20日 | プリエミネンス     | 牝6  | JRA  | 2:05.6          | 柴田善臣   | 伊藤圭三   | （有）グランド牧場                   |
| 第25回 | 2004年12月1日  | モエレトレジャー   | 牡3  | 川崎 | 2:07.1          | 金子正彦   | 足立勝久   | 中村和夫                             |
| 第26回 | 2005年11月30日 | ヴァーミリアン     | 牡3  | JRA  | 2:06.8          | 武豊       | 石坂正     | （有）サンデーレーシング             |
| 第27回 | 2006年11月22日 | ケイアイミリオン   | 牡8  | 大井 | 2:06.5          | 今野忠成   | 中村護     | 亀田守弘                             |
| 第28回 | 2007年11月21日 | シーキングザダイヤ | 牡6  | JRA  | 2:09.7          | 武豊       | 森秀行     | 青山洋一                             |
| 第29回 | 2008年11月26日 | スマートファルコン | 牡3  | JRA  | 2:04.8          | 岩田康誠   | 小崎憲     | 大川徹                               |
| 第30回 | 2009年11月25日 | ブルーラッド       | 牡3  | 川崎 | 2:07.1          | 戸崎圭太   | 足立勝久   | 黛大介                               |
| 第31回 | 2010年11月24日 | スマートファルコン | 牡5  | JRA  | 2:05.8          | 武豊       | 小崎憲     | 大川徹                               |
| 第32回 | 2011年11月24日 | ボランタス         | 牡7  | 川崎 | 2:08.6          | 山崎誠士   | 山崎尋美   | 齊藤四方司                           |
| 第33回 | 2012年11月21日 | ピイラニハイウェイ | 牡7  | JRA  | 2:07.5          | 岩田康誠   | 吉田直弘   | 金子真人ホールディングス（株）       |
| 第34回 | 2013年11月20日 | ランフォルセ       | 牡7  | JRA  | 2:07.6          | 戸崎圭太   | 萩原清     | （有）キャロットファーム             |
| 第35回 | 2014年11月19日 | サミットストーン   | 牡6  | 船橋 | 2:07.8          | 石崎駿     | 矢野義幸   | 河崎五市                             |
| 第36回 | 2015年12月2日  | ハッピースプリント | 牡4  | 大井 | 2:05.9          | 宮崎光行   | 森下淳平   | （有）辻牧場                         |
| 第37回 | 2016年11月22日 | ケイティブレイブ   | 牡3  | JRA  | 2:07.0          | 武豊       | 目野哲也   | 瀧本和義                             |
| 第38回 | 2017年11月23日 | マイネルバサラ     | 牡4  | JRA  | 2:08.2          | 柴田大知   | 松山将樹   | （株）サラブレッドクラブ・ラフィアン |
| 第39回 | 2018年11月23日 | オールブラッシュ   | 牡6  | JRA  | 2:05.4          | 田辺裕信   | 村山明     | （有）社台レースホース               |
| 第40回 | 2019年11月28日 | ケイティブレイブ   | 牡6  | JRA  | 2:05.4          | 御神本訓史 | 杉山晴紀   | 瀧本和義                             |
| 第41回 | 2020年11月25日 | ダノンファラオ     | 牡3  | JRA  | 2:06.0          | 川田将雅   | 矢作芳人   | （株）ダノックス                     |
| 第42回 | 2021年11月23日 | メイショウカズサ   | 牡4  | JRA  | 2:07.3          | 川田将雅   | 安達昭夫   | 松本好雄                             |
| 第43回 | 2022年11月23日 | クリノドラゴン     | 牡4  | JRA  | 2:06.3          | 武豊       | 大橋勇樹   | 栗本博晴                             |
| 第44回 | 2023年11月23日 | ディクテオン       | セ5  | JRA  | 2:06.6          | 本田正重   | 吉岡辰弥   | （株）G1レーシング                   |
| 第45回 | 2024年11月20日 | アウトレンジ       | 牡4  | JRA  | 2:06.0          | C.デムーロ | 大久保龍志 | 寺田寿男                             |

### 各回競走結果の出典
南関東4競馬場公式「浦和記念競走優勝馬 」https://www.nankankeiba.com/win_uma/33.do